# Beade
Beade egy község Spanyolországban, Ourense tartományban. Beade Ribadavia, Carballeda de Avia, Leiro és Cenlle községekkel határos. Lakosainak száma 366 fő (2024).

## Népesség
A település népessége az elmúlt években az alábbi módon változott:
| Lakosok száma | 606  | 578  | 557  | 521  | 500  | 464  | 411  | 397  | 372  | 366  |
|               | 2001 | 2004 | 2007 | 2009 | 2012 | 2014 | 2017 | 2019 | 2022 | 2024 |